# Université de Foshan (métro de Foshan)
Pour les articles homonymes, voir Université de Foshan.
L’université de Foshan (chinois simplifié : 佛山大学 ; chinois traditionnel : 佛山大學 ; pinyin : fóshān dàxué) est la station terminus nord de la ligne 3 du métro de Foshan. Cette station porte le nom de l’université de Foshan, dont l’un des campus se situe à proximité.

## Situation sur le réseau
L’université de Foshan, une station élevée, est le terminus nord de la section nord de la ligne 3 du métro de Foshan. Elle se situe avant la station Ville universitaire de Nanhai, en direction de Lianhe (zh).

## Histoire
Cette station n’existait pas dans la planification initiale de la ligne 3. En 2015, la nouvelle planification prolongeait la ligne 3 et créait cette station en tant que le nouveau terminus. Donné que la station se situe à proximité de l’un des campus de l’institute des sciences et des technologies de Foshan (IST Foshan), elle fut nommée «l’Institut de technologie» (chinois : 科技学院),. En mars 2019, le gouvernement du Guangdong a approuvé la nouvelle planification. En 2022, la station fut renommée «Campus de Xianxi de l’IST Foshan» (chinois simplifié : 佛科院仙溪校区 ; chinois traditionnel : 佛科院仙溪校區). En mai 2024, après que le ministère de l'Éducation renomme l’IST Foshan «l’université de Foshan», la station est renommée «Campus de Xianxi de l’université de Foshan» (chinois simplifié : 佛山大学仙溪校区 ; chinois traditionnel : 佛山大學仙溪校區) et en suite simplement «Université de Foshan».

## Services aux voyageurs

### Desserte
L‘université de Foshan dispose d'un quai central équipée de portes palières. Le quai et les voies se trouvent au 3e niveau de la station, au-dessous du chemin Jinhong.

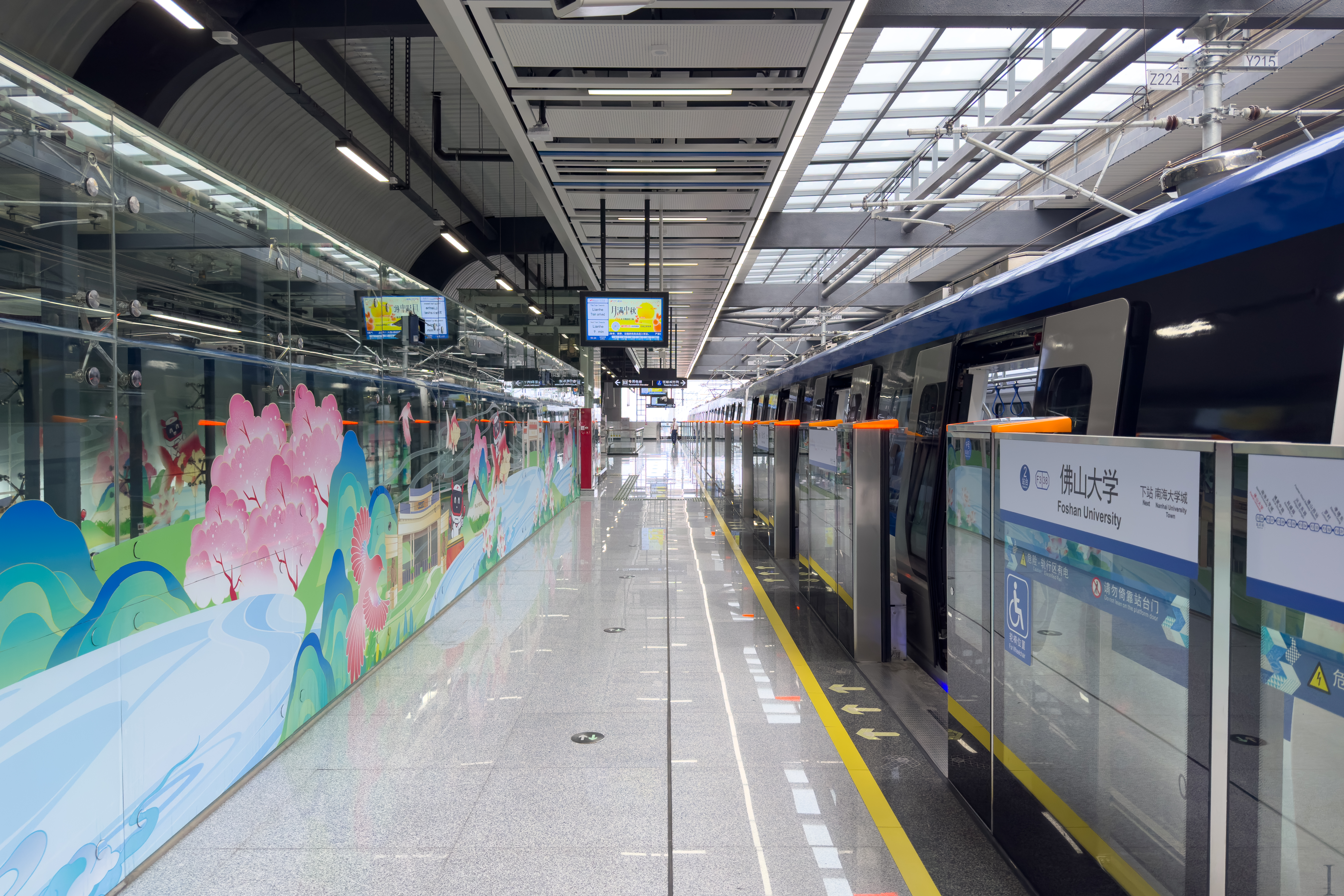
Le quai central en 2024.

### Accès et accueil
La station dispose de deux bouches, nommées A et B, aux deux côtés du chemin Jinhong.
|        |                                                                               |                                                         |
| Bouche | Accessibilité                                                                 | Destinations les plus proches                           |
| A      | Ascenseur Surface podotactile Escalier mécanique Rampe aux fauteuils roulants | Arret d’autobus                                         |
| B      | Ascenseur Surface podotactile Escalier mécanique Rampe aux fauteuils roulants | Université de Foshan (Campus de Xianxi) Arrêt d’autobus |